# Raegan Revord
Raegan Revord (San Diego, California, 3 de enero de 2008) es una actriz estadounidense, conocida por su papel de Missy Cooper en la serie de televisión El joven Sheldon .

## Biografía
Nació el 3 de enero de 2008 en San Diego, California, Estados Unidos. Es hija única y su familia se mudó a Los Ángeles cuando tenía tres años y medio. Se ha definido como vegana. En su tiempo libre, se dedica a obras benéficas en el Children's Hospital de Los Ángeles. Desde 2019, sus padres administran sus redes sociales. Recientemente, Revord compartió en sus redes sociales que, además de sus pronombres normales, también usa los pronombres they/them.

## Carrera
Comenzó a participar en anuncios a los cuatro años, y más tarde, a los seis años, comenzó a actuar, debutando en la pantalla con el corto Tortoise, protagonizado por David Arquette. Antes de aparecer en televisión, apareció en varios anuncios impresos, modelando a la edad de cuatro años, y luego apareció en anuncios de televisión. En 2014, apareció en Modern Family como "Megan" en el episodio de la temporada 6 ¿No serás nuestra vecina?. En 2016, repitió ese personaje (en un papel sin diálogo) en Modern Family (temporada 7) en el capítulo La Tormenta.
Apareció en la serie de Netflix Grace and Frankie e hizo de hija de Bob Odenkirk en Mr. Show with Bob and David de HBO. Tuvo un papel recurrente en la serie Teachers de TV Land.
Ha realizado numerosos comerciales, incluyendo uno con Joel McHale para Enterprise Rent-A-Car.
Desde marzo de 2017 hasta mayo de 2024 interpretó a Missy Cooper, la hermana melliza de Sheldon Cooper en el spin-off de The Big Bang Theory, El joven Sheldon. Se ha indicado que su personaje añade "un impulso muy necesario a la trama, pero también sirve como el contraste perfecto para su hermano mellizo Sheldon, dotado académicamente". Adquirió su acento tejano viendo a Laurie Metcalf interpretar la versión de la madre de su personaje en The Big Bang Theory.
En 2019 apareció en el episodio 3 del drama original de Netflix Alexa & Katie como "Ainsley". Hizo un trabajo de voz para la obra de radio WBUR Circle Round Nilsa and the Troll.

## Filmografía
| Año           | Título                           | Papel        | Notas         |
| ------------- | -------------------------------- | ------------ | ------------- |
| 2014-2016     | Modern Family                    | Megan        | 2 episodios   |
| 2015          | Tortoise                         | Bailarina    | Cortometraje  |
| 2015          | W/ Bob and David                 | Hija de Greg | 1 episodio    |
| 2015          | Jia                              | Anna         | Cortometraje  |
| 2016          | Grace and Frankie                | Niña pequeña | 1 episodio    |
| 2017          | Teachers                         | Melinda      | 1 episodio    |
| 2017          | I See You                        | Amy          | Cortometraje  |
| 2017          | Siete deseos                     | Clara joven  | Lorgometraje  |
| 2017          | Stray                            | Zoe Ackert   | Cortometraje  |
| 2017-2024     | El joven Sheldon                 | Missy Cooper | 141 episodios |
| 2018          | Alexa & Katie                    | Ainsley      | 1 episodio    |
| 2024-presente | Georgie & Mandy's First Marriage | Missy Cooper | En emisión    |